# 三都和村
三都和村（みつわむら）は長野県北佐久郡にあった村。現在の立科町の北東部にあたる。

## 地理
- 河川：番屋川

## 歴史
- 1889年（明治22年）4月1日 - 町村制の施行により、藤沢村・桐原村・塩沢村の区域をもって発足。
- 1955年（昭和30年）4月1日 - 芦田村・横鳥村と合併して立科村が発足。同日三都和村廃止。